# Meringopus persicator
Meringopus persicator är en stekelart som beskrevs av Aubert 1986. Meringopus persicator ingår i släktet Meringopus och familjen brokparasitsteklar. Inga underarter finns listade i Catalogue of Life.